# Фриули
Фриуль, совр. итал. Фриули, в старину Фурлания (фриул. Friûl, итал. Friuli, словен. Furlanija) — историческая область на севере Италии, ныне в составе региона Фриули-Венеция-Джулия, со своей собственной культурой.
Территория Фриули (без Венеции-Джулии) имеет площадь около 7147 км² и население около 900 000 жителей (в 2001 г.). Основное население — словенцы и фриулы, носители фриульского языка, одного из романских языков. Официальные языки: итальянский и фриульский. Историческая столица — Удине, город, который в средние века был резиденцией Аквилейского патриархата, по-словенски Ви́дем (Videm, по-фриульски Udin, по-итальянски Udine, по-немецки Weiden, по-латыни Utinum), другие исторические центры — Гориция (по-словенски Гори́ца (Gorica) и Порденоне.

## История
Регион получил политическую идентичность при лангобардах, которые создали здесь крупное герцогство со столицей в городе Фриуль (лат. Forum Julii), от которого и происходит название области.
Карл Великий учредил на месте покорённого герцогства буферную Фриульскую марку, призванную обезопасить его владения от славян Крайны. В конце XI века власть немцев ослабевает, ибо большая часть Фриули подчиняется патриарху аквилейскому Поппо.
Затем постепенно, разными средствами (добровольное соглашение с дворянством и городами, завоевание и пр.), Фриули переходит во владение Венецианской республики. Переходя из рук в руки, по разным мирным договорам (в 1797 году — к Австрии, в 1805 году — к Италии, в 1809 году — к иллирийским провинциям, в 1814 году — к Австрии), Фриули по результатам австро-итальянской войны 1866 года был наконец воссоединен с Италией.
Из Фриули ведёт своё происхождение старинный танец Форлана. Фриули известен своими мясными продуктами, в основном ветчиной и колбасами, а также молочными продуктами.